# Lekkoatletyka na Letnich Igrzyskach Paraolimpijskich 2012 – 100 metrów T52 kobiet
W biegu na 100 metrów kl. T52 kobiet podczas Letnich Igrzysk Paraolimpijskich 2012 rywalizowało ze sobą 7 zawodniczek. W konkursie udział wzięły poruszające się na wózkach zawodniczki z uszkodzonym rdzeniem kręgowym, posiadające minimalną kontrolę nad tułowiem i nogami (lub kontroli tej pozbawione).

## Wyniki

### Finał
| Miejsce | Zawodniczka       | Państwo           | Czas  | Uwagi  |
| ------- | ----------------- | ----------------- | ----- | ------ |
|         | Marieke Vervoort  | Belgia            | 19.69 | RP, ER |
|         | Michelle Stilwell | Kanada            | 19.80 |        |
|         | Kerry Morgan      | Stany Zjednoczone | 20.68 |        |
| 4.      | Cassie Mitchell   | Stany Zjednoczone | 20.86 | PB     |
| 5.      | Cheryl Leitner    | Stany Zjednoczone | 21.64 | SB     |
| 6.      | Teruyo Tanaka     | Japonia           | 22.15 | SB     |
| 7.      | Yuka Kiyama       | Japonia           | 24.28 | SB     |